# I. Atarsumki
I. Atarsumki Jahan uralkodója az i. e. 9. és 8. század fordulóján. Első említése i. e. 805-ből származik, így elődje utolsó dátuma (i. e. 834) és i. e. 805 között lépett trónra, majd i. e. 796 után halt meg. Az Atarsumki (vagy Atarsamek) név az asszír forrásokban használt névalak, eredeti arámi változata Bargus lehetett.
Az asszír krónikák Adramu fiának, „arpadita” uralkodónak nevezik. Az apa neve feltehetően azonos az előző uralkodó, Arame nevével, így dinasztikus trónváltásra következtethetünk. Az „arpadi” jelző pedig Arpad mint főváros első említése. Az előző fővárost i. e. 834-ben vesztette el Jahan Asszíriával szemben, így vagy még Arame, vagy Atarsumki Arpadba helyezte rezidenciáját. Az i. e. 805-ös és i. e. 796-os asszír inváziós kísérletek alkalmával a kilenc szíriai királyság által alkotott asszírellenes koalíció résztvevője. III. Adad-nirári idején Menua urartui király sikerei kissé elvonták Asszíria erejét a nyugati hadszíntérről és a szíriai hódításoktól, így az észak-szíriai koalíció eredményesen vehette fel a harcot a birodalommal.
Az i. e. 754-es asszír krónikák már Atarsumki fiáról, Matiélről beszélnek. A szakirodalom általában az i. e. 754-es Matiélt I. Atarsumki fiának tekinti, azonban 2012-ben Trevor Bryce felvetette, hogy a két ismert dátum között még Bar-Hadad (I. Atarsumki fia) és II. Atarsumki (Bar-Hadad fia) is uralkodott, vagyis az i. e. 754-es Atarsumki említés nem azonos az i. e. 796-os Atarsumkival.